# Divizia A 1936-1937
La Divizia A 1936-1937 è stata la 25ª edizione del campionato rumeno di calcio, disputato tra il agosto 1936 e il giugno 1937 e si concluse con la vittoria finale del Venus București, al suo quinto titolo.
Capocannoniere del torneo furono Ștefan Dobay (Ripensia Timișoara) e Traian Iordache (Unirea Tricolor București), con 23 reti.
Una squadra della Romania partecipò alla Coppa dell'Europa Centrale per la prima volta: in questa edizione la Divizia A ebbe un posto a disposizione.

## Formula
Le stesse dodici squadre dell'anno precedente si affrontarono in incontri di andata e ritorno per un totale di 22 partite. Il CFR Bucarest cambiò nome in Rapid Bucarest.
Questa terza fu per il momento l'ultima a girone unico, perché la polemica sulla difficoltà di ascesa dalla B consigliò il ritorno ai due gironi dall'anno successivo.

## Squadre partecipanti
| Club                      | Città       | Stadio | Posizione 1935-1936 |
| ------------------------- | ----------- | ------ | ------------------- |
| AMEF Arad                 | Arad        |        | 2°                  |
| CAO Oradea                | Oradea      |        | 4°                  |
| Rapid București           | Bucarest    |        | 7°                  |
| Chinezul Timișoara        | Timișoara   |        | 9°                  |
| Crișana Oradea            | Oradea      |        | 8°                  |
| Gloria CFR Arad           | Arad        |        | 6°                  |
| Juventus București        | Bucarest    |        | 3°                  |
| Ripensia Timișoara        | Timișoara   |        | Campione di Romania |
| Victoria Cluj             | Cluj Napoca |        | 10°                 |
| Unirea Tricolor București | Bucarest    |        | 11°                 |
| Universitatea Cluj        | Cluj Napoca |        | 12°                 |
| Venus Bucarest            | Bucarest    |        | 5°                  |

## Classifica finale
|  | Pos. | Squadra                   | Pt | G  | V  | N | P  | GF | GS | DR  |
|  | ---- | ------------------------- | -- | -- | -- | - | -- | -- | -- | --- |
|  | 1.   | Venus Bucarest            | 32 | 22 | 13 | 6 | 3  | 63 | 26 | +37 |
|  | 2.   | Rapid București           | 30 | 22 | 13 | 4 | 5  | 58 | 27 | +31 |
|  | 3.   | Ripensia Timișoara        | 27 | 22 | 13 | 1 | 8  | 59 | 39 | +20 |
|  | 4.   | AMEF Arad                 | 27 | 22 | 10 | 7 | 5  | 46 | 27 | +19 |
|  | 5.   | Victoria Cluj             | 25 | 22 | 12 | 1 | 9  | 55 | 47 | +8  |
|  | 6.   | CAO Oradea                | 20 | 22 | 8  | 4 | 10 | 39 | 45 | -6  |
|  | 7.   | Juventus București        | 20 | 22 | 8  | 4 | 10 | 41 | 51 | -10 |
|  | 8.   | Gloria Arad               | 18 | 22 | 8  | 2 | 12 | 42 | 52 | -10 |
|  | 9.   | Universitatea Cluj        | 18 | 22 | 8  | 2 | 12 | 38 | 62 | -24 |
|  | 10.  | Chinezul Timișoara        | 16 | 22 | 6  | 4 | 12 | 40 | 55 | -15 |
|  | 11.  | Crișana Oradea            | 15 | 22 | 5  | 5 | 12 | 35 | 53 | -18 |
|  | 12.  | Unirea Tricolor București | 14 | 22 | 6  | 2 | 14 | 49 | 81 | -32 |

Legenda:

      Campione di Romania e qualificata alla Coppa dell'Europa Centrale 1937.
Note:

Due punti a vittoria, uno a pareggio, zero a sconfitta.

## Risultati
|                           | VEN | RAP | RIP | AME | VIC | CAO | JUV | GLO | UNI | CHI | CRI | UTB |
| Venus Bucarest            | --- | 2-0 | 0-2 | 1-1 | 4-1 | 3-1 | 6-0 | 4-1 | 6-3 | 2-0 | 6-2 | 6-0 |
| Rapid București           | 1-1 | --- | 5-2 | 2-2 | 2-1 | 3-2 | 4-2 | 3-0 | 5-0 | 2-2 | 4-1 | 5-0 |
| Ripensia Timișoara        | 1-1 | 1-0 | --- | 1-4 | 6-2 | 3-1 | 6-2 | 6-1 | 4-0 | 3-1 | 2-0 | 5-0 |
| AMEF Arad                 | 1-1 | 2-0 | 3-1 | --- | 2-2 | 5-0 | 0-0 | 3-1 | 3-0 | 2-1 | 3-2 | 4-0 |
| Victoria Cluj             | 1-3 | 1-2 | 3-5 | 2-5 | --- | 2-0 | 3-0 | 1-0 | 3-1 | 1-0 | 5-1 | 7-0 |
| CAO Oradea                | 2-2 | 0-1 | 1-2 | 2-1 | 2-4 | --- | 1-1 | 3-0 | 3-1 | 3-2 | 5-2 | 4-2 |
| Juventus București        | 2-1 | 1-4 | 2-1 | 2-1 | 2-3 | 0-3 | --- | 1-2 | 2-3 | 5-2 | 2-1 | 4-1 |
| Gloria CFR Arad           | 1-5 | 0-5 | 4-0 | 2-0 | 1-3 | 5-1 | 0-3 | --- | 5-1 | 4-2 | 8-2 | 3-2 |
| Universitatea Cluj        | 2-1 | 1-1 | 2-1 | 1-0 | 1-2 | 3-3 | 2-1 | 1-2 | --- | 6-1 | 1-0 | 7-2 |
| Chinezul Timișoara        | 1-3 | 3-2 | 3-5 | 3-1 | 4-1 | 0-0 | 1-3 | 2-2 | 6-1 | --- | 3-0 | 5-3 |
| Crișana Oradea            | 1-1 | 3-2 | 1-0 | 1-1 | 5-1 | 0-1 | 3-3 | 1-1 | 3-1 | 2-2 | --- | 4-2 |
| Unirea Tricolor București | 2-4 | 0-5 | 3-2 | 2-2 | 1-6 | 3-1 | 3-3 | 5-3 | 8-0 | 8-1 | 2-0 | --- |
| ------------------------- | --- | --- | --- | --- | --- | --- | --- | --- | --- | --- | --- | --- |

### Verdetti
- Venus București Campione di Romania 1936-37 e qualificata alla Coppa dell'Europa Centrale 1937.